# Euante (satélite)
Euante é um pequeno satélite natural do planeta Júpiter com apenas 3 km de diâmetro.